# Wizemberg
Wizemberg (Wizemberk) – polski herb szlachecki.

## Opis herbu
Opis herbu wedle wizerunku z prac Tadeusza Gajla z wykorzystaniem klasycznych zasad blazonowania:
W polu błękitnym dwa lisy czarne z obrożami i koronami złotymi wbiegające na zbocze góry zielonej. Klejnot nad hełmem w koronie pół jelenia czarnego wspiętego, z obrożą złotą, między dwoma skrzydłami orlimi. Labry błękitne, podbite czarnym.

## Najwcześniejsze wzmianki
Ilustracja oraz opis herbu znalazły się u Szymona Okolskiego w 1645 roku. Tam herb był jednak przedstawiony inaczej. Tarcza dzielona w krzyż. Pole pierwsze w pas, u góry pół lwa wspiętego w lewo, u dołu dwie głowy ludzkie skierowane do siebie. W polu drugim trzy rogi jelenie w roztrój. Pole trzecie dzielone w słup, z prawej trzy góry, z lewej lis biegnący na skosie. Pole czwarte dzielone w pas, u góry pół orła pole dolne dzielone w osiem skosów. W klejnocie nad hełmem w koronie pół lwa wspiętego w lewo pomiędzy dwiema trąbami. Labry. Barwy nieznane.
Pracę Okolskiego znał Kasper Niesiecki, który w swoim herbarzu z 1743 roku podał jednak wizerunek i opis herbu za wizerunkiem widzianym przez siebie w kościele w Zielenicach pod Krakowem oraz na drzwiach do kaplicy w Kościele Mariackim. Herb wedle Niesieckiego przedstawiał w niebieskim polu dwa lisy czarne biegnące pod zielonawą górę, z koronami i obrożami złotymi, zaś w klejnocie wspiętego czarnego jelenia w obroży złotej między dwoma skrzydłami orlimi.
Ten sam opis i wizerunek herbu znalazł się w wydaniu Niesieckiego z 1842 roku.
Opis herbu zgodny z pracami Niesieckiego znalazł się w dwóch herbarzach Emiliana Szeligi-Żernickiego, z 1900 i 1904 roku.
Tadeusz Gajl w swoich pracach dołączył do wizerunku herbu konkretnie wybarwione labry, błękitne, podbite czernią.

## Herbowni
Jedna rodzina herbownych (herb własny):
Wizemberg (Wizemberk).